# مارکوس گودینیو
مارکوس گودینیو (انگلیسی: Marcus Godinho؛ زادهٔ ۲۸ ژوئن ۱۹۹۷) بازیکن فوتبال اهل کانادا است.
از باشگاه‌هایی که در آن بازی کرده‌است می‌توان به هارت آف میدلوتیان اشاره کرد.
وی همچنین در تیم ملی فوتبال کانادا بازی کرده‌است.